# Danbury (Connecticut)
Danbury – miasto w Stanach Zjednoczonych, w stanie Connecticut, w hrabstwie Fairfield, nad rzeką Still, w regionie metropolitalnym Nowego Jorku.

## Religia
- Parafia Najświętszego Serca Pana Jezus

## Urodzeni w Danbury
- Lindsey Jacobellis – amerykańska snowboardzistka